# Уракбаев, Есен Шегреевич
Есен Шегреевич Уракбаев (каз. Есен Шегірейұлы Орақбаев; 3 июля 1922, с. Карагой ныне Акжаикский район Западно-Казахстанской области Республики Казахстан — 3 января 2002, пос. Красногорский Жангалинского района) Западно-Казахстанской области) — лейтенант, командир огневого взвода 610-го стрелкового полка 203-й стрелковой дивизии 53-й армии 2-го Украинского фронта, Герой Советского Союза.

## Биография
После окончания школы поступил в Фурмановское педагогическое училище. В 1942 году с 3-го курса студент Е. Уракбаев ушёл добровольцем на фронт. Окончил ускоренный курс 1-го Ростовского артиллерийского училища ПТА в Перми. С апреля 1943 года — командир огневого взвода 610-го стрелкового полка.
Артиллерист лейтенант Есен Уракбаев участвовал во многих боях, уничтожил несколько танков, много другой вражеской техники и живой силы.
Особо отличился в боях на территории Венгрии при форсировании реки Тисы в районе населённого пункта Шаруд (12 км юго-западнее города Тисафюред).
За образцовое выполнение боевых заданий, за проявленные при этом мужество и героизм Есену Шегреевичу Уракбаеву Указом Верховного Совета СССР от 24 марта 1945 года присвоено звание Героя Советского Союза.
После Победы продолжил службу в армии. В 1946 году уволен в запас.
В 1949 году окончил Высшую партийную школу при ЦК КП Казахстана в Алма-Ате, работал директором Алгабасского совхоза Чапаевского района, затем Красногорского совхоза Жангалинского района Казахской ССР.

## Награды
- Медаль «Золотая Звезда» (24.03.1945)[1];
- орден Ленина (24.03.1945);
- орден Отечественной войны 1-й степени (09.09.1945[2]; 11.03.1985[3]);
- орден Красной Звезды (26.09.1944)[4];
- медали.

## Память
- Именем героя названа улица и средняя школа в селе Красногорский Жангалинского района Западно-Казахстанской области Казахстана.